# Marisa Altmann-Althausen
Marisa Altmann-Althausen  (* 30. Dezember 1960 in Kufstein, Tirol) ist eine österreichische Opern- und Konzertsängerin (Dramatischer Mezzosopran).

## Leben
Marisa Altmann-Althausen begann ihre Ausbildung am Tiroler Landeskonservatorium Innsbruck bei Gertrude Hechenleitner. Danach studierte sie weiter bei Ruthilde Boesch in Wien und bei Ada Zapperi-Zucker in München. Es folgten Meisterkurse bei Wolfgang Brendel, Walter Berry, Birgit Nilsson, Josef Loibl sowie bei Kurt Widmer, Meisterkurse bei Heldentenor Peter Svensson und stimmliche Zusammenarbeit mit Annamaria Rott (Universität für Musik und darstellende Kunst Wien).
Altmann-Althausen ist Preisträgerin des Benjamino Gigli Gesangswettbewerbes in Sirmione/Italien.
Noch während ihres Studiums sang sie beim Weltkirchentag in München die Titelpartie bei der Uraufführung von Peter Janssens’ Musikspiel Elisabeth von Thüringen, mit dem sie anschließend zwei Jahre lang auf Tournee durch Deutschland ging.
Von 1988 bis 1990 führte sie ihr erstes festes Engagement an das Stadttheater Hagen, wo sie unter anderem mit Partien wie der Amneris in Aida (Leitung: Michael Halász), die Alte in Der ferne Klang und der Mutter in Hänsel und Gretel réussierte.
Von 1990 bis 1997 führten sie Gastspiele u. a. nach Krefeld, Pilsen, die Deutsche Oper am Rhein Düsseldorf/Duisburg und Wien mit Partien wie Azucena, Larina, Czipra.
In der Ring-Tetralogie am Staatstheater Kassel von 1997 bis 1999 sang sie die Fricka im Rheingold und in der Walküre, sowie die Waltraute in der Walküre und die erste Norn in der Götterdämmerung unter der musikalischen Leitung von Roberto Paternostro und unter der Regie von Michael Leinert. Dieses Engagement begründete ihre internationale Karriere. Zubin Mehta engagierte sie als Hécube in Les Troyens (Hector Berlioz) bei den Münchner Opernfestspielen (Eröffnungspremiere) unter der Regie von Graham Vick.
An der Bayerischen Staatsoper München sang sie in Parsifal ein Blumenmädchen unter der Leitung von Peter Schneider und unter der Regie von Peter Konwitschny.
Unter der Leitung von Bertrand de Billy und der Regie von Harry Kupfer sang sie im Gran Teatre del Liceu in Barcelona die Waltraute in der Walküre.
Bei den Tiroler Festspielen Erl unter der Leitung und Regie von Gustav Kuhn gab sie die Erda im Rheingold und den Orlofsky in der Fledermaus.
Auf Einladung der Vereinten Nationen absolvierte sie eine Konzerttournee in Japan mit Mami Teraoka am Klavier. Eine weitere Einladung führte sie ins Austrian Cultural Forum (Direktion: Christoph Thun-Hohenstein) nach New York, wo sie Konzerte mit Liedern von Franz Schreker und den Wesendonck-Liedern von Richard Wagner sang.
Außerdem sang sie in Wien, vor allem im Rahmen der Wiener Festwochen, wie zum Beispiel das Alt-Solo in der Alt-Rhapsodie von Johannes Brahms mit Chor und Orchester der Universität Wien unter der Leitung von Vijay Upadhyaya. Von dieser Produktion wurde auch eine Live-Aufnahme gemacht.
Sie gibt Konzerte mit der Europäischen G. F. Händel-Gesellschaft (zumeist mit dem Countertenor Arno Raunig) in der Wiener Hofburgkapelle und im Alten Rathaus in Wien und hatte Auftritte im Festsaal der Österreichischen Akademie der Wissenschaften in Wien und bei Operngalas auf Schloss Weikersdorf in Baden bei Wien mit der Europasymphonie unter der Leitung von Wolfgang Gröhs.

## Auszeichnungen

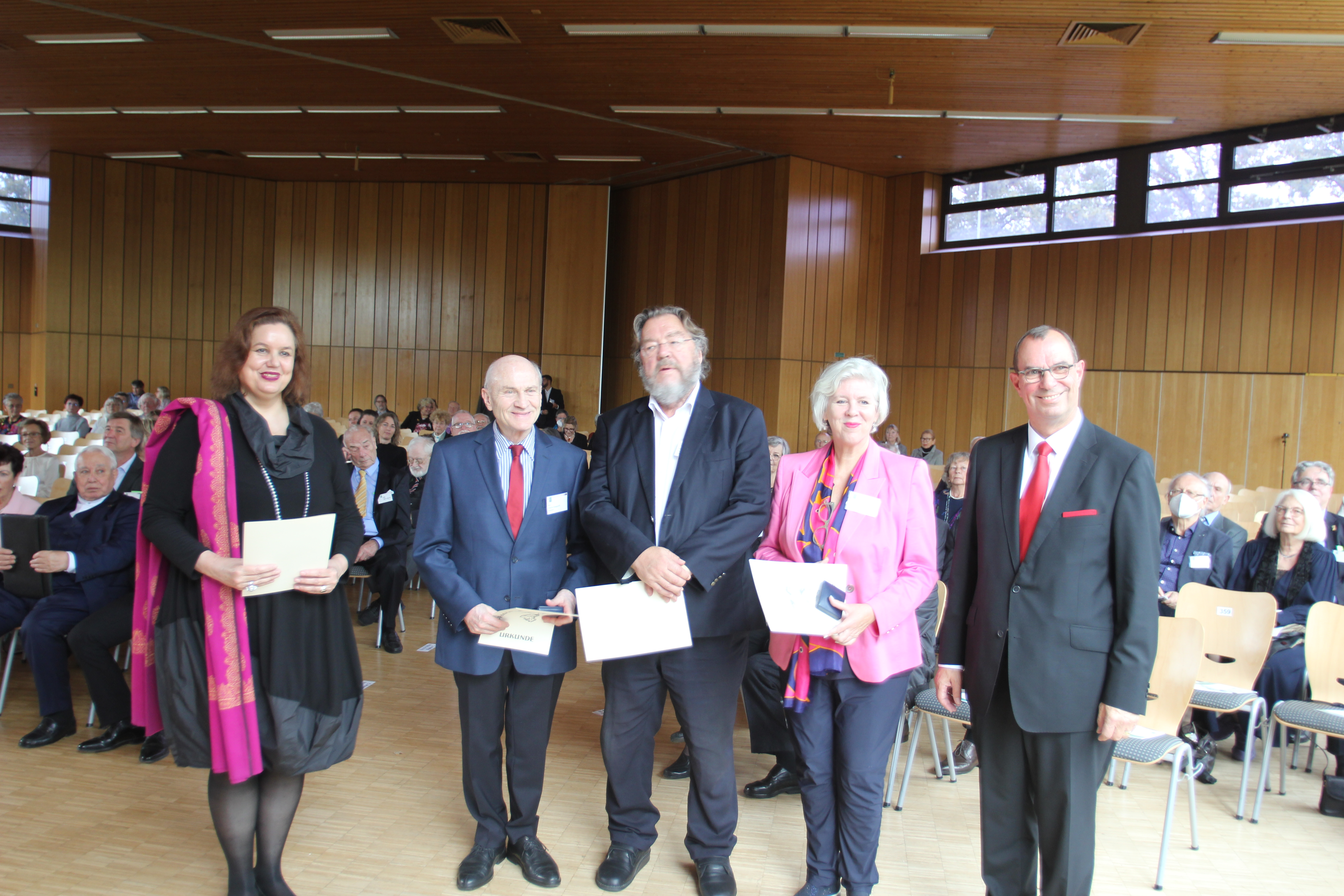
Von links: Marisa Altmann-Althausen, Grischa Asagaroff (Regisseur), KS Robert Holl (Bass), Ellen van Lier (Opernsängerin), Frank Schneider (Präsident der Gottlob-FrickGesellschaft)

- 2022: Gottlob-Frick-Medaille in Anerkennung und Würdigung der außerordentlichen Verdienste im Bereich des Opernschaffens

## Tonträger
- CD: Das Rheingold von Richard Wagner, Staatstheater Kassel, Dirigent: Roberto Paternostro, Regie: Michael Leinert
- DVD: Die Walküre von Richard Wagner, Gran Teatre del Liceu Barcelona, Dirigent: Bertrand de Billy, Regie: Harry Kupfer
- CD: Die Walküre von Richard Wagner, Staatstheater Kassel, Dirigent: Roberto Paternostro, Regie: Michael Leinert
- CD: Der ferne Klang von Franz Schreker, Theater Hagen, Dirigent: Michael Halász
- CD: Die Fledermaus von Johann Strauß, Tiroler Festspiele Erl, Dirigent und Regie: Gustav Kuhn
- CD: Elisabeth von Thüringen von Peter Janssens, Gesangsorchester Peter Janssens
- CD: Les Troyens von Berlioz, Eröffnung der Münchner-Opernfestspiele-Dirigent: Zubin Mehta, Regie: Graham Vick